# Dendrocerus rodhaini
Dendrocerus rodhaini är en stekelart som först beskrevs av Joseph Charles Bequaert 1913.  Dendrocerus rodhaini ingår i släktet Dendrocerus och familjen trefåresteklar. Inga underarter finns listade i Catalogue of Life.